# Johann Alboth
Johann Alboth (23. listopadu 1861 Jáchymov – 10. června 1940 Odeř) byl německý učitel a básník, jehož dílo je ovlivněné krajinou a atmosférou Krušných hor.

## Život
Narodil se v Jáchymově, kde chodil na obecnou a měšťanskou školu. Poté začal studovat na Učitelském ústavu v Praze, ale pod vlivem profesora Theodora Tupetze se začal věnovat především vlastní literární tvorbě. Studia učitelství zanechal a připravoval se k přijetí na univerzitu, ale okolnosti mu to neumožnily. Neúspěšně se pokoušel získat pracovní místa ve Vídni a Štýrském Hradci, která by mu umožnila věnovat se psaní básní. Ve Štýrském Hradci proto nakonec složil maturitní zkoušku v oboru učitelství na obecné škole.
Po návratu do Čech začal pracovat jako učitel v Tisové, kde vyučoval v letech 1881–1893. Odtud se přestěhoval do Staré Role, kde se roku 1897 stal ředitelem nově založené dívčí obecné školy. Roku 1925 odešel do penze a zbytek života strávil v Odeři, kde 10. června 1940 zemřel.

## Dílo
Albothovu básnickou tvorbu ovlivňovala ponurá atmosféra Krušných hor. Většinu děl z období, kdy pracoval v Tisové, Alboth vydal v Drážďanech ve sbornících Deutsches Dichterheim, v mnichovských časopisech Poetische Blätter nebo Der Heimgarten vydávaných Peterem Roseggerem.
Svou první knihu Singen und Ringen: Ausgewählte Gedichte vydal roku 1896 v Curychu. Druhá sbírka vyšla pod název Aus der Stille v roce 1903 ve Vídni a v Lipsku a poslední knihu Herz und Welt vydal roku 1912 v Lipsku.